# 맷 프루어
맷 프루어(Matt Frewer, 1958년 1월 4일 ~ )는 미국의 배우이다.

## 출연 작품
- 애들이 줄었어요
- 마이 리틀 자이언트
- 오펀 블랙

## 같이 보기
- 맥스 헤드룸(영어판)